# Ottonianum (Bamberg)
Das Ottonianum war das erzbischöfliche Knabenseminar des Erzbistums Bamberg, das im Jahr 1828 gegründet und im Jahr 1999 aufgrund mangelnder Rentabilität aufgelöst wurde.

## Geschichte

### Geschichtlicher Hintergrund
Grundlage für die Gründung von Knabenseminarien war das Konzil von Trient. Im Dekret Cum adolescentium aetas des Jahres 1563 wurde allen Diözesen die Gründung eines Kollegs auferlegt, in welchem eine gewisse Zahl von Knaben verpflegt, religiös erzogen und in den kirchlichen Wissenschaften herangebildet werden sollte.

### Dekret über die Seminarien

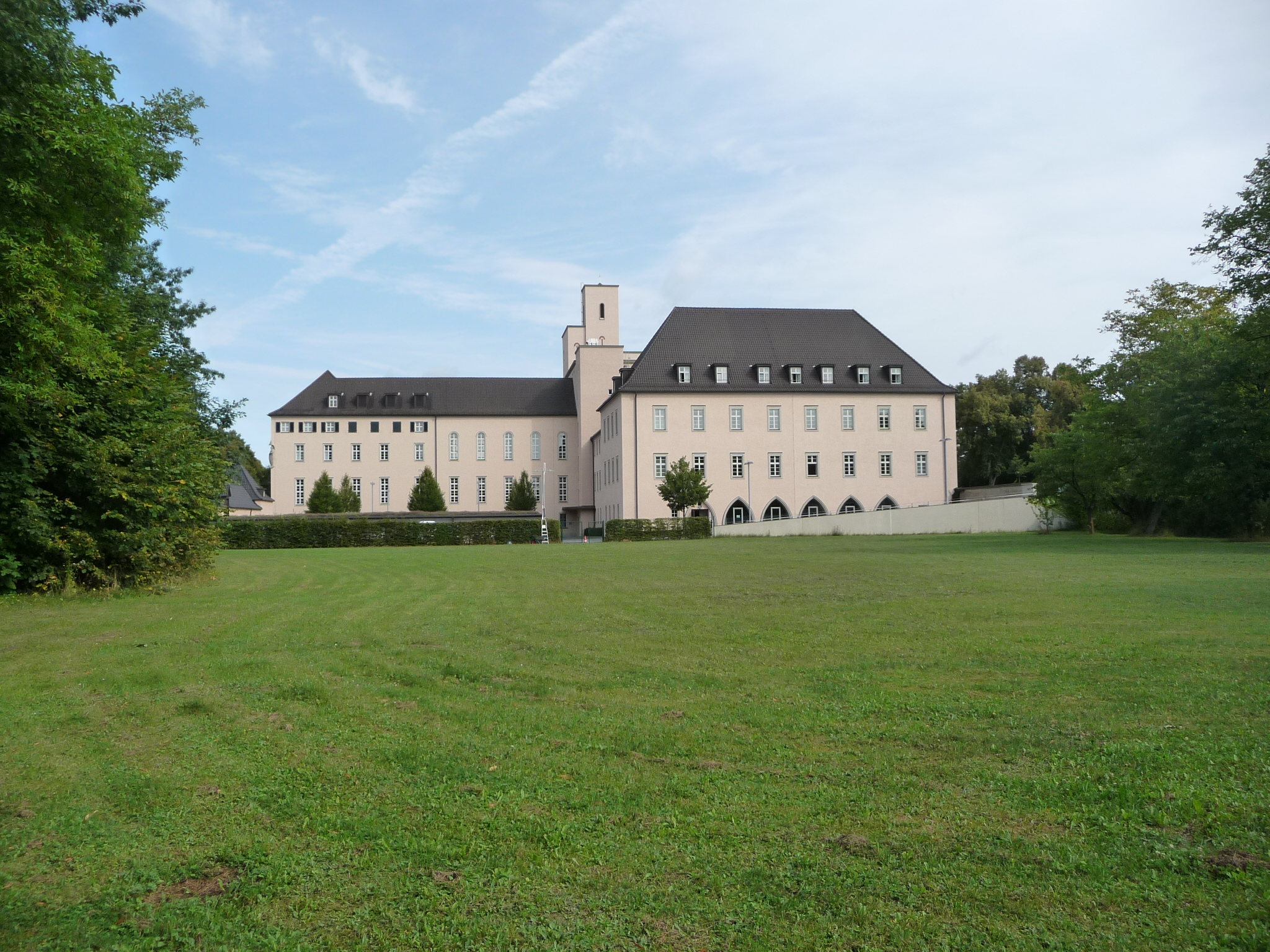
Blick über den ehemaligen Fußballplatz

Das Dekret über die Seminarien des Konzils von Trient (Sess. 23, Can. 18 aus De reformatione) beginnt mit einer Klage über die Empfänglichkeit der Jugend für schlechte Einflüsse, gegen die durch die rechte Erziehung angekämpft werden musste:
„Da die Jugend, wenn sie nicht in der rechten Weise unterwiesen wird, dazu neigt, weltlichen Vergnügungen zu folgen, und da sie niemals ohne sehr große und beinahe außerordentliche Hilfe des allmächtigen Gottes in vollkommener Weise bei der kirchlichen Zucht bleibt, wenn sie nicht von frühem Alter an – bevor noch der Hang zum Bösen den ganzen Menschen erfasst – zu Frömmigkeit und Religion angehalten wird, setzt die Heilige Versammlung Folgendes fest: Die einzelnen Kathedral- und Metropolitankirchen, sowie die diesen übergeordneten Kirchen sollen gehalten sein, entsprechend ihren Möglichkeiten und der Größe der Diözese, eine bestimmte Zahl von Knaben aus ihrer Stadt und ihrer Diözese oder – wenn man dort nicht so viele finden kann – aus derselben Provinz in einem Kolleg, das dazu in der Nähe dieser Kirchen oder an einem anderen passenden Ort vom Bischof auszuwählen ist, zu verköstigen, religiös zu erziehen und in den kirchlichen Wissenschaften zu unterweisen.“
Es wurden auch die Aufnahmebedingungen genannt. Der Anspruch, dass die Zöglinge „aus einer rechtmäßigen Ehe stammen“ mussten, bedeutete konkret, dass unehelich geborene Jungen nicht aufgenommen werden durften. Dieser Hinderungsgrund für die Priesterweihe wurde erst in den 1970er Jahren aufgehoben. Gleichzeitig wurde gefordert, dass die Schüler eine kirchliche Laufbahn anstreben sollten:
„In diesem Kolleg sollen solche Knaben Aufnahme finden, die wenigstens zwölf Jahre alt sind und aus einer rechtmäßigen Ehe stammen, hinlänglich lesen und schreiben können, und deren Anlagen und deren guter Wille hoffen lassen, daß sie auf Dauer für den kirchlichen Dienst zur Verfügung stehen wollen. Vornehmlich sollen Söhne von Bedürftigen ausgewählt werden. Indes schließt die Synode Söhne von Begüterten nicht aus, sofern diese auf eigene Kosten ihren Unterhalt bestreiten und Eifer für den Dienst an Gott und der Kirche zeigen.“
Drei Jahre nach der Verabschiedung des Dekrets begannen in Bamberg die Bemühungen, ein Seminar einzurichten. Am 23. Juni 1586 konnte Fürstbischof Ernst von Mengersdorf das geforderte Collegium eröffnen. Möglicherweise machte es die finanzielle Lage dem Fürstbischof unmöglich, den Forderungen sofort nachzukommen.

### Gründung des Aufseesianums in Bamberg

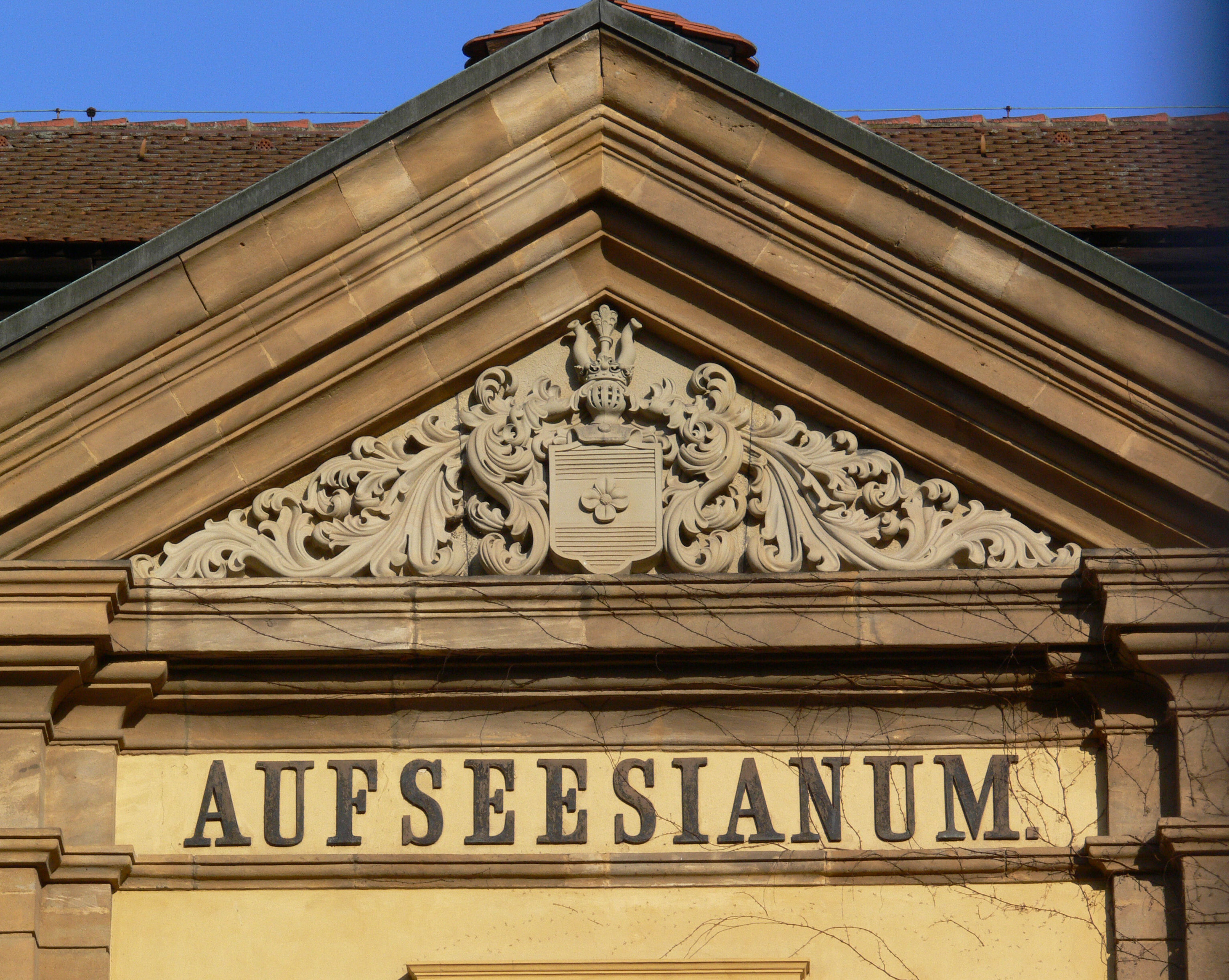
Aufseesianum

Durch die testamentarische Verfügung des Domkapitulars Freiherr Jobst Bernhard von Aufsees im Jahr 1738 wurde im Seminarium Aufseesianum ein Knabenseminar eingerichtet. Dies galt auch für das von den Jesuiten gegründete Hospitium Marianum. Beide wurden mit der Säkularisation aufgelöst. Nach Rückgabe des Aufsees'schen Seminars durch königlichen Erlass im Jahr 1828 wurde dem Domkapitel das Recht der Oberaufsicht nicht mehr zuerkannt. Das Aufseesianum blieb der bayerischen Staatsregierung unterstellt.
Das Konkordat zwischen dem Heiligen Stuhl und dem Königreich Bayern von 1817 regelte in seinem Artikel 5 die Errichtung von Tridentinischen Seminarien in den Diözesen. Papst Pius IX. wies 1850 nochmals die bayerischen Bischöfe auf ihre Verpflichtung hin. Die Nuntiatur erteilte dem Bamberger Erzbischof Bonifaz Kaspar von Urban 1857 erneut die Aufforderung, ein Knabenseminar zu gründen. Als das Ministerium für Kultus und Unterricht die Leitung des Aufseesianums nicht an das Domkapitel zurückgab, damit dieses als Seminarium puerorum benutzt werden konnte, ordnete Erzbischof Michael von Deinlein die Angliederung eines Konviktes für 12 Knaben an das Erzbischöfliche Priesterseminar an.

### Gründung im Jahr 1866
Eröffnet wurde das vom Regens des Priesterseminars geleitete und einem Alumnus als Präfekten zugeordnete Knabenseminar am 3. Januar 1866. Ab 15. September 1882 bekam das Seminar einen selbständigen Leiter mit dem Titel Inspektor, der 1923 zum Direktor umbenannt wurde.

### Entwicklung bis 1928
Anfangs war das Knabenseminar im Erdgeschoss des Priesterseminars am Maxplatz untergebracht. Wegen des Priestermangels wurde es mit den ehemaligen Wohnräumen des Weihbischofs vergrößert. Nach der Verlegung der Bibliothek des Priesterseminars im Jahr 1879 konnten 28 und im Jahre 1882 78 Jungen aufgenommen werden. Erzbischof Friedrich von Schreiber unterstellte das Knabenseminar einer eigenen Leitung. Am 8. Oktober 1882 weihte der Erzbischof die neuen Räume ein und gab dem Knabenseminar den Namen Ottonianum zur Erinnerung an Bischof Otto I.
Die Schüler hatten nach der Hausordnung freie Kost, Kleidung, Bücher und Schreibmaterial auf Kosten der Klerikalseminarstiftung. Das Verhalten der Zöglinge war bis ins Einzelne geregelt. Besondere Sorge des Bischofs galt dem leiblichen Wohl der Jungen: Das Frühstück bestand aus einem Becher Milch und eineinhalb Milchweckchen, an Sonn- und Feiertagen erhielten sie Kaffee, am Mittwoch und Sonntag einen Schoppen Bier.
Ab 1878 mussten die Schüler nach ihren familiären Vermögensverhältnissen selbst für Unterbringung und Verpflegung aufkommen. Nachdem sich die Zahl auf 100 erhöht hatte, bat der Erzbischof die Dillinger Franziskanerinnen, mit fünf Schwestern den Haushalt der beiden Seminarien zu übernehmen.

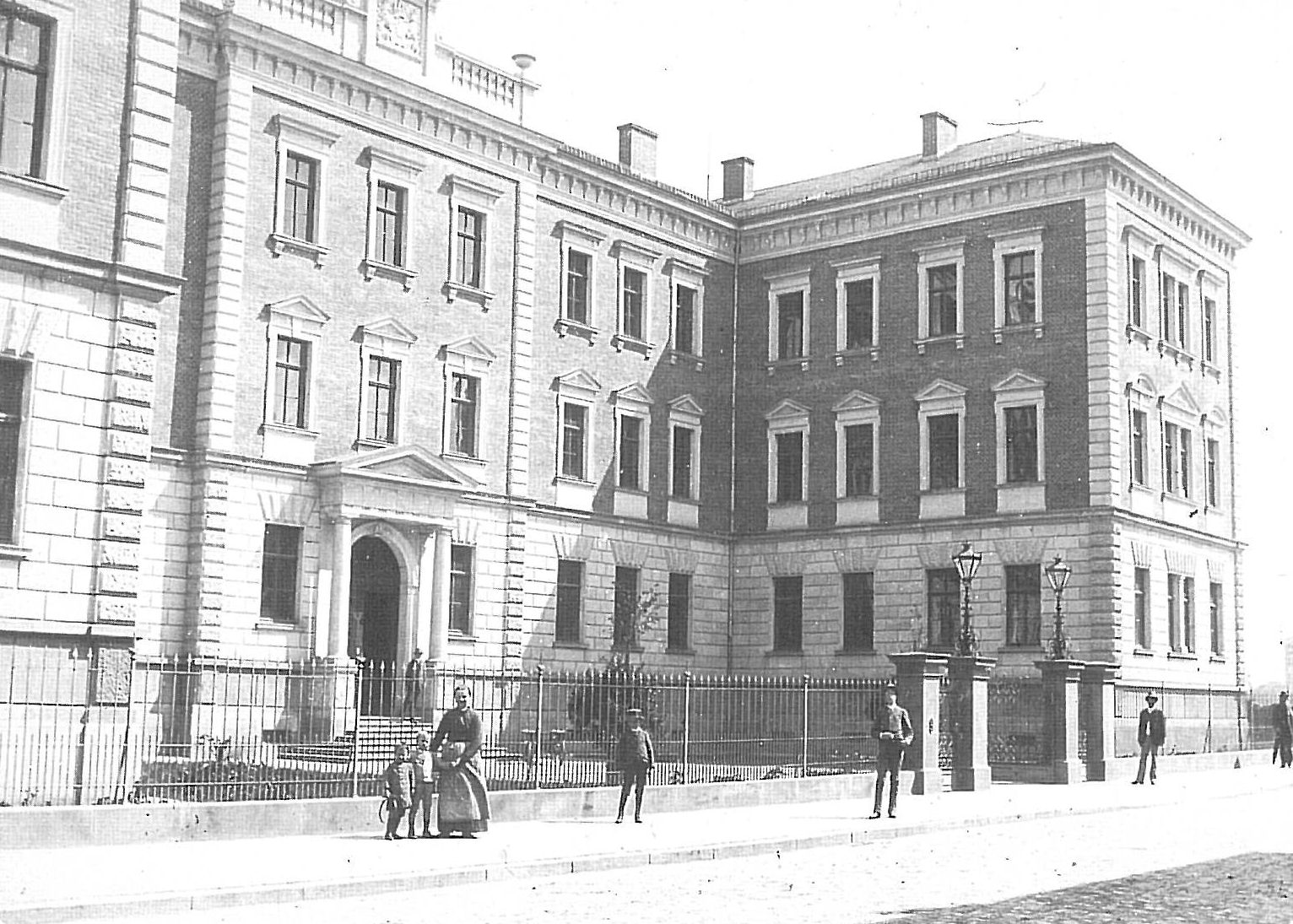
Neues Gymnasium, 1891

Die schulische Ausbildung erhielten alle Ottonianer am Alten Gymnasium, heute Kaiser-Heinrich-Gymnasium. Mit der Errichtung des Neuen Gymnasiums, des heutigen Franz-Ludwig-Gymnasiums, wechselten im Jahr 1890 die Schüler dorthin. Die Zahl der Schüler stieg ständig. Oft konnte keiner in die erste Klasse aufgenommen werden, einige kamen in die zweite, die meisten in die dritte oder vierte Klasse.

### Erster Weltkrieg (1914–1918) und Zwischenkriegszeit (1919–1933)

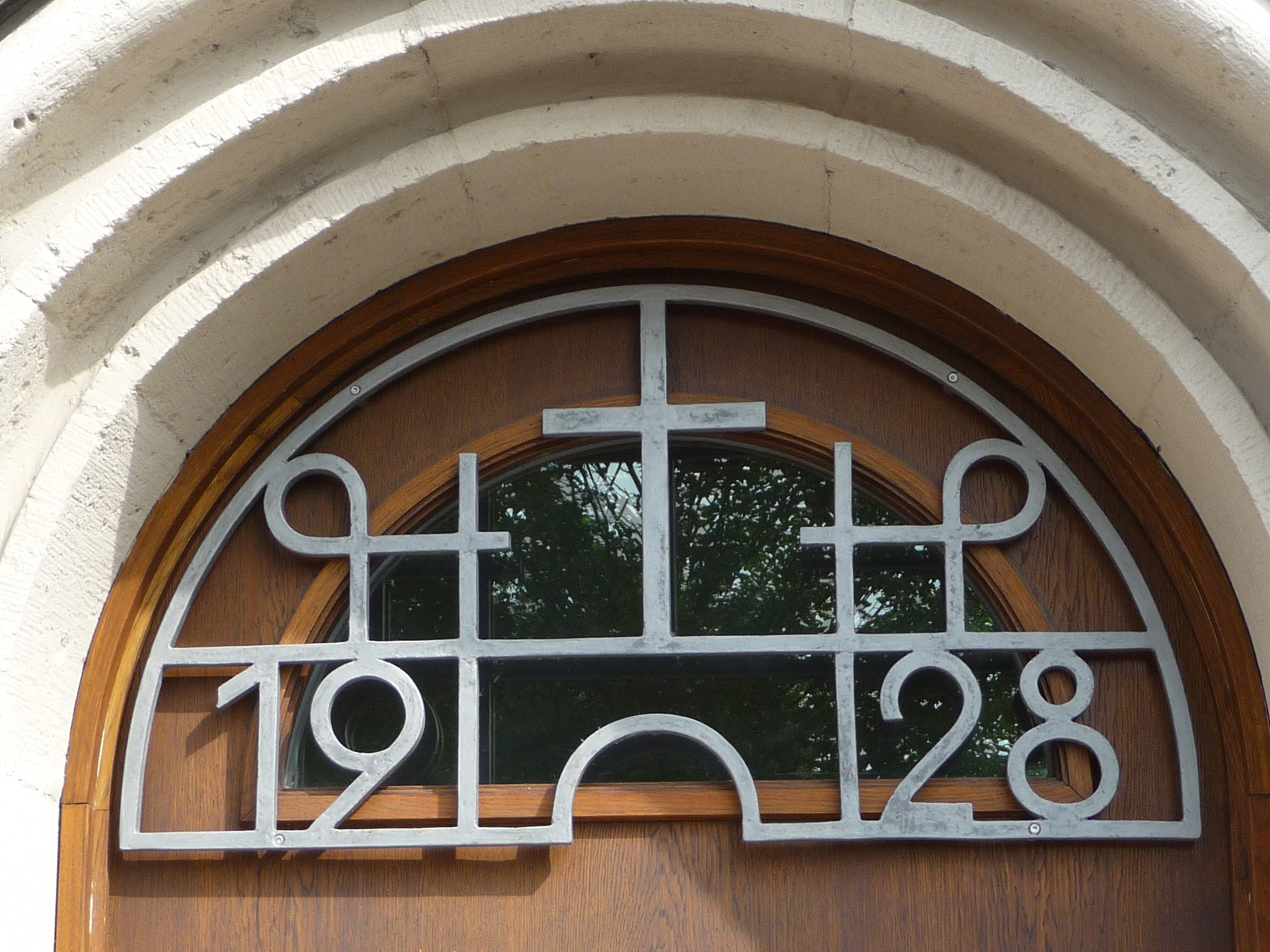
Gründungsjahr 1928

In den Kriegsjahren sanken die Schülerzahlen auf etwa 50. Nach dem Krieg wurde jedoch wieder die Raumnot spürbar. Aus finanziellen Gründen war noch nicht an einen Neubau zu denken. Auch rechtliche Gründe standen dagegen: Man befürchtete, mit einem Neubau würde man auf das Recht der Oberaufsicht über das Aufseesianum verzichten. Um dies zu vermeiden, sah man im Knabenseminar kein eigenständiges Institut, sondern einen Teil der Ernestinischen Seminarstiftung. So blieb durch das Konkordat die Oberaufsicht des Erzbischofs über das Klerikalseminar gewahrt, dem Staat war die Visitation im Ottonianum vorbehalten. Schließlich war es Erzbischof Jacobus von Hauck, der in einem Hirtenschreiben vom 25. Juli 1912 den Neubau des Ottonianums zu einer vordringlichen Aufgabe erklärte.
Dieses Ottonianum, 1927/28 vom Nürnberger Akademieprofessor Ludwig Ruff erbaut, konnte er am 13. Juli 1928 am Bamberger Heinrichsdamm eröffnen. Es war für 126 Jungen errichtet worden. Die geplante Kapelle als Flügelbau quer zum Spielhof wurde aus finanziellen Gründen nicht ausgeführt.

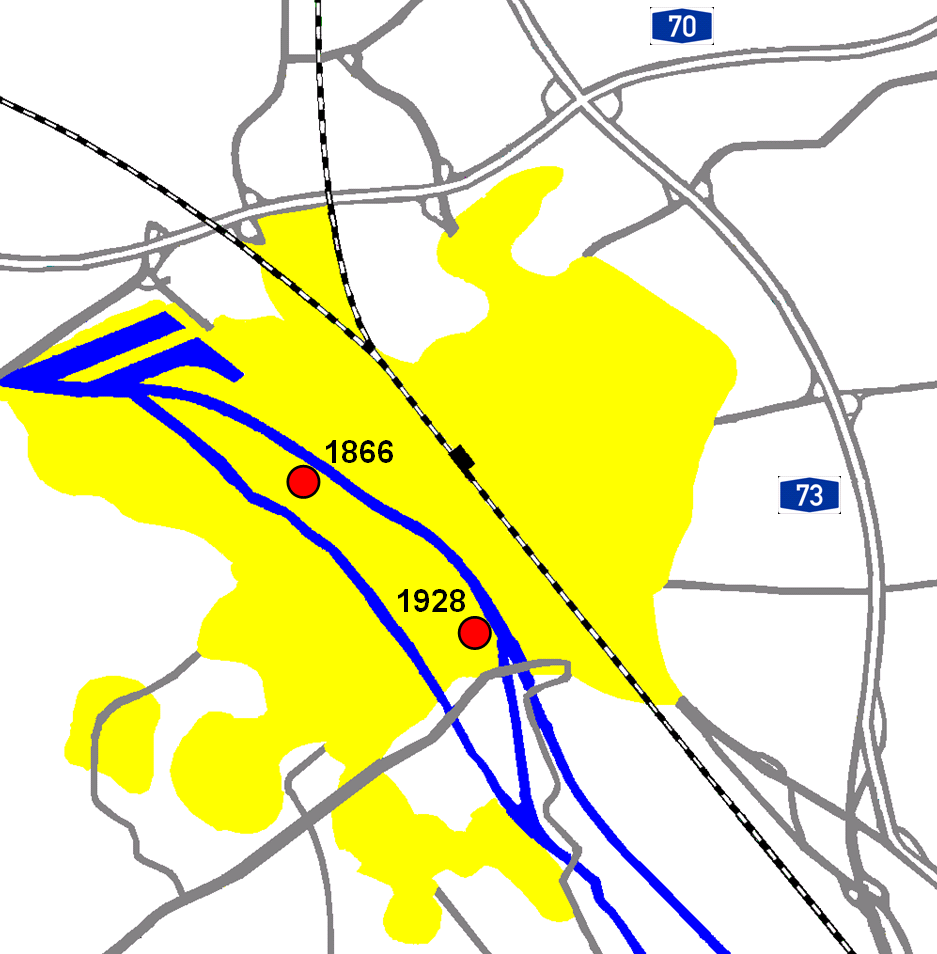
Lage in Bamberg am Rhein-Main-Donau-Kanal
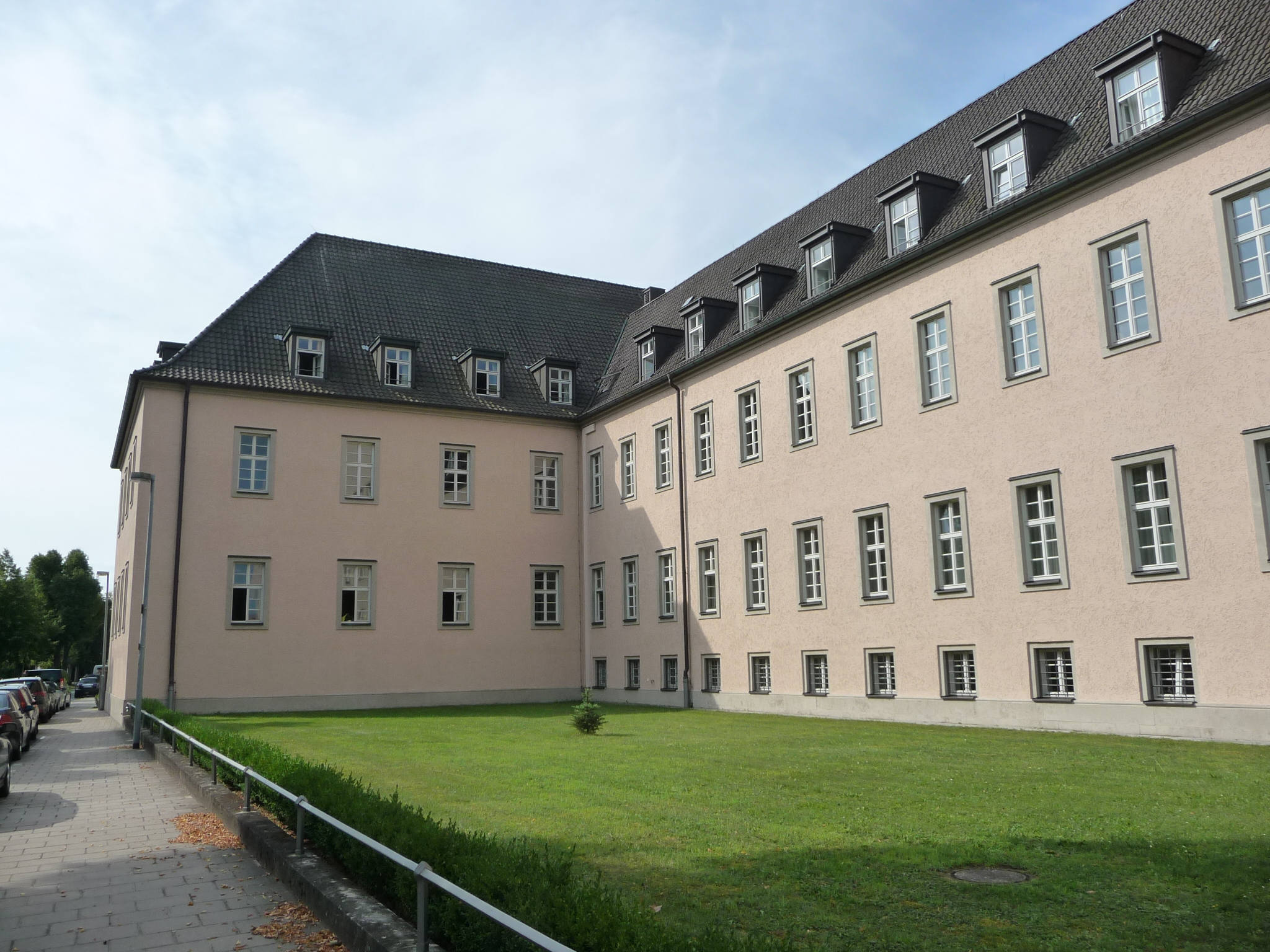
Ottonianum von Osten
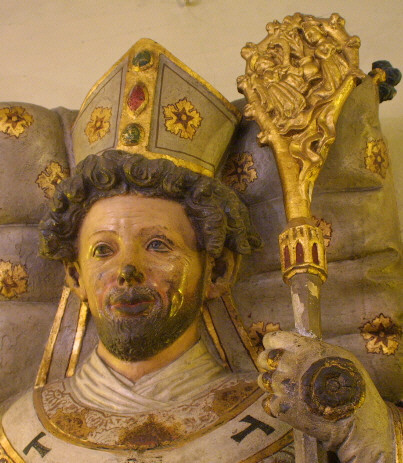
Patron des Seminars: Otto von Bamberg
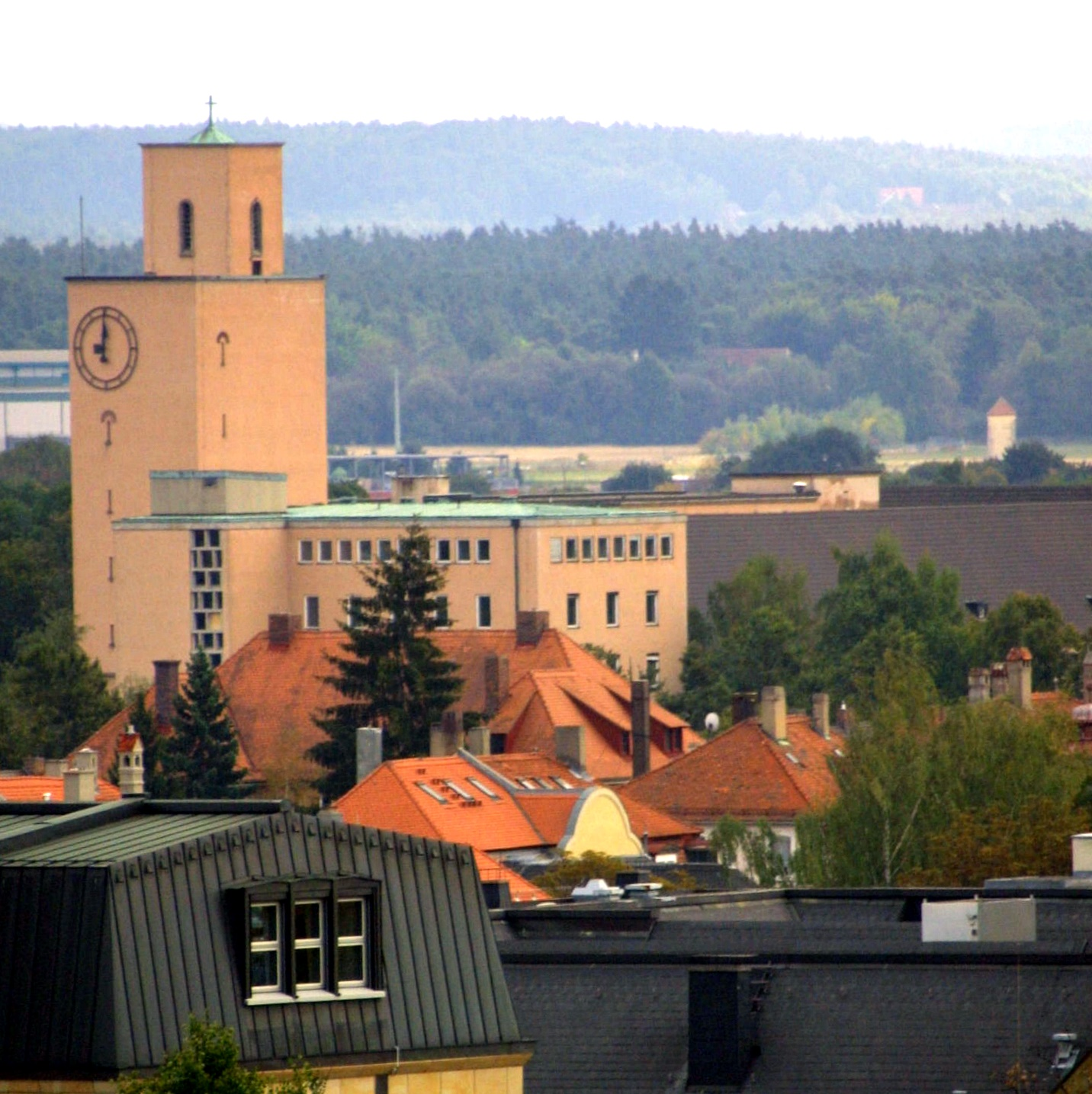
Blick auf Ottonianum und Priesterseminar vom Turm von St. Martin

### Zeit des Nationalsozialismus (1933–1945)
Die umfangreichen Akten im Archiv des Ottonianums lassen auf eine intensive Auseinandersetzung zwischen der Leitung des Seminars und den damaligen Machthabern schließen.
Bereits im Jahre 1930 hatte der Erzbischof den Zöglingen während ihres Seminaraufenthaltes die Beteiligung an Veranstaltungen von Verbänden unter der Leitung außerhalb des Seminars schriftlich verboten. Mit Verweis auf diesen bischöflichen Erlass widersetzte sich Direktor Johann Schmitt im Jahr 1933 der Forderung der Staatsregierung, Ottonianer zu wehrsportlichen Übungen und sonstigen Veranstaltungen der Hitlerjugend zuzulassen. Trotz der Versicherung des Direktors, dass er als ehemaliger Frontoffizier dafür Sorge trage, den Wehrsportgedanken, die vaterländische Erziehung und die körperliche Ertüchtigung in das Seminarleben fest einzubauen, wurde der Zugriff des Staates auf die Jungen immer stärker.
Nach Erlass des Gesetzes über die Hitlerjugend am 1. Dezember 1936 forderte diese in immer schärferem Ton, die Ottonianer zu den Gruppierungen der Staatsjugend zuzulassen. Bei einer Unterredung zwischen Direktor Lenhardt und dem Bannführer Bausewein in Bamberg sollte die Seminarleitung einer stufenmäßigen Eingliederung der Ottonianer zustimmen. Direktor Lenhardt widersetzte sich dieser Aufforderung und bekam am 6. Februar 1937 die Schärfe der Auseinandersetzung zu spüren: Im Gymnasium wurde wegen der öffentlichen Verlesung eines Schreibens die Seminarleitung dafür verantwortlich gemacht, dass mit Wirkung vom 15. Februar 1937 den Seminaristen die Mitgliedschaft in der Hitlerjugend verloren gehe, weil sie gehindert würden, deren Veranstaltungen regelmäßig zu besuchen.
In vielen Briefen des Bischofs Jacobus von Hauck an den Reichsjugendführer und des Direktors an den Bannführer wurde darauf hingewiesen, dass der Bischof eine reichseinheitliche Lösung abwarte, die erst durch den Episkopat und der Reichsjugendführung erarbeitet werden solle. Somit konnte dank der Rückendeckung durch den Erzbischof und der Tatsache, dass sich das Ottonianum mit den anderen bayerischen Seminarien und Ordensschulen verbunden wusste, mehrere Jahre Widerstand geleistet werden.
Mit Kriegsbeginn wurde das Ottonianum als Lazarett beschlagnahmt. Die Schüler wurden in den unteren Räumen des Priesterseminars einquartiert. Ständig wurde das Lazarett vergrößert als Unterkunft des Hauptlazaretts und Verwaltung des Reservelazaretts Bamberg. Die Turnhalle diente als Schlafsaal, der Geräteraum als Studienraum und der Schuhraum als Anrichte und Essensausgabe. Zusätzlich sollte das Ottonianum 1940 Volksdeutsche aus Bessarabien unterbringen. Der persönliche Einsatz des Regens des Priesterseminars und ein Schreiben des Oberstabsarztes im Lazarett verhinderten dieses Vorhaben. Viele Ottonianer wurden eingezogen, die restlichen hielten in den Bombennächten Brandwache auf den Dachböden des Seminars. Über fünfzig starben im Krieg. Von manchen Kursen kehrte weniger als die Hälfte aus dem Krieg heim.
In den Aufzeichnungen von Schwester Hildebranda Burger über die letzten Kriegswochen ist zu lesen, dass auch drei Sprengbomben in den Seminarhof fielen: über dreißig Todesopfer waren zu beklagen. Die Schwestern arbeiteten in der Küche trotz aller Gefahr weiter. Die Zahl derer, die aus der Küche das Essen holten, belief sich auf nahezu 800. Es wurden alle Maßnahmen getroffen, um das Ottonianum als Lazarett auszuweisen. Große Rotkreuzfahnen wurden hergestellt. Die größte umfasste 24 Leinentücher. Wie man später erfuhr, nützte diese Maßnahme auch etwas. Ein Amerikaner erzählte, dass die Rotkreuzfahnen mehr als 20 Kilometer weit zu sehen waren und die Truppe den Befehl erhielt, das große Haus zu schonen. Am 13. April wurde die Stadt an die amerikanischen Streitkräfte übergeben.
Nach Kriegsende belegten die Amerikaner die Hälfte der Lazaretträume, Erdgeschoss, Speisesaal und Bad. Die Schüler lebten im ersten Stock und verwendeten den Tischtennisraum als Speisesaal. Die Küche des Seminars diente bis 1950 dem Ottonianum, dem Priesterseminar und den Amerikanern.

### 1945 bis 1999
In den Nachkriegsjahren konnte das Ottonianum die Zahl der Neuaufnahmen kaum bewältigen. Die Raumnot veranlasste Erzbischof Joseph Otto Kolb, an die Planung eines Erweiterungsbaues zu denken. Nach dem Tod des Erzbischofs erwarb sein Nachfolger Josef Schneider in Nürnberg eine alte Villa am Dutzendteich und errichtete 1956 als zweites Knabenseminar der Erzdiözese das Seminar St. Paul, das Ende des Schuljahres 1998/99 geschlossen wurde.
Bis in die 1960er Jahre wurde das Ottonianum als berufsgebundenes Seminar geführt. In der Satzung aus dem Jahre 1942 hieß es:
„Das Knabenseminar ist ein geistliches Berufsseminar. Erkennt darum ein Seminarist nach reiflicher Überlegung und nach vertrauensvoller Aussprache mit seinem geistlichen Vorgesetzten, dass er von Gott nicht zum Priestertum berufen ist, so hat er als ehrlicher Junge seine Eltern zu bitten, ihm den Austritt zu gestatten. Ein solches Ausscheiden aus dem Hause ist keine Schande, sondern geschieht in allen Ehren.“

### Gegenwärtige Nutzung und Zukunft des Gebäudes
Der gesamte Komplex (Ottonianum und Priesterseminar) wird als Einzeldenkmal in der Liste des Bayerischen Landesamtes für Denkmalpflege mit folgendem Text geführt:
„Klerikalseminar Henricianum und Knabenseminar Ottonianum, mehrflügeliger Gruppenbau 1927/28 von Ludwig Ruff; mit Ausstattung.“
Dieses Gebäude hat eine Länge von 130 eine Breite von 80 Metern mit einer Kubatur von 90.000 Kubikmetern.
Nachdem die Umwandlung des leeren Gebäudes am Heinrichsdamm zu einem Bildungszentrum der Diözese Bamberg ins Auge gefasst worden war, hatten die Untersuchungen der Bausubstanz zunächst ergeben, dass eine Sanierung sehr teuer wäre. Die Renovierungen verzögerten sich, anderen Quellen zufolge hätte das Gebäude ohne konkrete Pläne bis auf Weiteres leerstehen sollen.
Im März 2007 zog jedoch der Heinrichs-Verlag in das Obergeschoss des ehemaligen Ottonianums („Olymp“) ein. In diesem Gebäudeteil wurden außerdem neben Seminar- und Tagungsräumen die Hauptabteilungen Schule und Religionsunterricht, Pastorales Personal (Leitung bis Juli 2008: Domkapitular und ehemaliger Seminardirektor des Ottonianums Otto Münkemer) und die Diözesanstellen für Berufe der Kirche sowie Mission, Entwicklung und Frieden, das Referat Weltkirche, das Katholische Bildungswerk und die Medienzentrale untergebracht.
Seit Ende April 2007 hat auch das Priesterseminar prinzipiell wieder seinen Platz am Heinrichsdamm, wobei jedoch die Stilllegung der theologischen Fakultät der Universität Bamberg noch zu Änderungen führen wird.
Das Haus führt jetzt den Namen Bistumshaus St. Otto. Die um den Innenhof angeordneten Sonderräume wie Speisesäle, Festsaal, Kapelle und Oratorium, Wohnräume der Vorstände und Bibliothek blieben größtenteils unverändert erhalten.

## Alltag
Der Alltag der Schüler war strikt organisiert und ähnelte in vielen Punkten dem Alltag in Klosterschulen. Besonderer Wert wurde auf religiöse Erziehung und schulische Leistungen gelegt. Darüber hinaus wurden den Schülern viele Gelegenheiten geboten, sich musikalisch weiterzubilden, sei es durch Klavierspiel oder Orgelmusik. Das Ottonianum verfügte über eine eigene Blaskapelle, genannt „die Blech“, und die Sacro-Pop-Band „Info Music“. Diese Band machte in den 1970er Jahren Plattenaufnahmen mit Liedern von Peter Janssens, was unter anderem der Tatsache geschuldet ist, dass Janssens-Texter Alois Albrecht zu dieser Zeit als Diözesanjugendseelsorger in Bamberg wirkte.

### Stundenplan (Stand: späte 1970er Jahre)
| Veranstaltung     | Unterstufe | Mittelstufe | Anmerkung                                  |
| ----------------- | ---------- | ----------- | ------------------------------------------ |
| Wecken            | 6:15 Uhr   | 6:15 Uhr    | im Schlafsaal                              |
| Gottesdienst      | 6:50 Uhr   | 6:50 Uhr    | in der Hauskapelle                         |
| Frühstück         | 7:20 Uhr   | 7:20 Uhr    | im Speisesaal                              |
| Schule            | 8:00 Uhr   | 8:00 Uhr    | im Franz-Ludwig-Gymnasium                  |
| Mittagessen       | 13:05 Uhr  | 13:05 Uhr   | im Speisesaal                              |
| Freizeit          | 13:30 Uhr  | 13:30 Uhr   | im Seminarhof                              |
| Studierzeit       | 15:00 Uhr  | 15:00 Uhr   | im Studiersaal                             |
| Kaffeepause       | 16:00 Uhr  | 16:00 Uhr   | im Speisesaal                              |
| Studierzeit       | 16:30 Uhr  | 16:30 Uhr   | im Studiersaal                             |
| Abendessen        | 18:30 Uhr  | 18:30 Uhr   | im Speisesaal                              |
| Freizeit          | 19:00 Uhr  | 19:00 Uhr   | im Haus                                    |
| Freibeschäftigung | 19:30 Uhr  | 20:00 Uhr   | stille Tätigkeiten am Studierpult          |
| Abendgebet        | 20:00 Uhr  | 20:45 Uhr   | in der Hauskapelle oder im Oratorium       |
| Nachtruhe         | 20:15 Uhr  | 21:00 Uhr   | Silentium Stillschweigen bis zum Frühstück |

Bis zum Anfang der achtziger Jahre war das Wecken an den Werktagen um 6:15 Uhr. Um 6:35 Uhr war die sogenannte Geistliche Lesung, bei der nur spezielle Bücher mit religiösem Inhalt aus einer eigenen Bibliotheksabteilung gelesen werden durften. Der Gottesdienst begann um 6:50 Uhr.

### Stundenplan (Stand: 1998)
| Veranstaltung          | Unterstufe | Mittelstufe | Anmerkung                                  |
| ---------------------- | ---------- | ----------- | ------------------------------------------ |
| Wecken                 | 6:45 Uhr   | 6:45 Uhr    | in den Zimmern                             |
| Andacht                | 7:10 Uhr   | 7:10 Uhr    | im Studiersaal                             |
| Frühstück              | 7:20 Uhr   | 7:20 Uhr    | im Speisesaal                              |
| Schule                 | 8:00 Uhr   | 8:00 Uhr    | im Franz-Ludwig-Gymnasium                  |
| Mittagessen            | 13:15 Uhr  | 13:15 Uhr   | im Speisesaal                              |
| Freizeit               | 13:45 Uhr  | 13:45 Uhr   | auf dem Seminargelände                     |
| Studierzeit            | 15:15 Uhr  | 15:15 Uhr   | im Studiersaal                             |
| Kaffeepause            | 16:15 Uhr  | 16:15 Uhr   | im Speisesaal                              |
| Studierzeit            | 16:45 Uhr  | 16:45 Uhr   | im Studiersaal                             |
| Abendessen             | 18:30 Uhr  | 18:30 Uhr   | im Speisesaal                              |
| Freizeit               | 19:00 Uhr  | 19:00 Uhr   | im Haus                                    |
| ggf. Freibeschäftigung | 19:30 Uhr  | 20:00 Uhr   | stille Tätigkeiten am Studierpult          |
| Abendgebet             | 20:15 Uhr  | 21:15 Uhr   | im Studiersaal der jeweiligen Stufe        |
| Nachtruhe              | 20:30 Uhr  | 21:30 Uhr   | Silentium Stillschweigen bis zum Frühstück |

### Gottesdienstordnung (Stand: 1998)
Neben den täglichen Morgen- und Abendgebeten sowie den Gebeten vor und nach den Mahlzeiten fanden in der Regel folgende Gottesdienste statt:
| Dienstag: 19:30 Uhr Eucharistiefeier oder Andacht                                             |
| Donnerstag: 19:30 Uhr Eucharistiefeier (gestaltet von den Schülern der Mittel- und Oberstufe) |
| Sonntag: 10:30 Uhr Eucharistiefeier                                                           |
| Sonntag: 17:30 Uhr Andacht                                                                    |

### Freizeit-Aktivitäten
Das Ottonianum bot Gelegenheit für eine große Anzahl von Freizeit-Aktivitäten (Stand: 1960er Jahre). Neben den Musikzimmern (gespielt wurden vor allem Klavier, Geige, aber auch Gitarren standen zur Benutzung kostenlos bereit, Blechblasinstrumente für die Blech, das hauseigene Blasorchester) gab es die Bastelkammer, ein Fotolabor für Schwarz-Weiß-Fotoarbeiten, ein Schwimmbad, Möglichkeiten für Laufen, Weit- und Hochsprung und einen Sandplatz für Fußballspiele (mit alljährlich stattfindenden Pokalspielen inkl. einer Meisterschaft aller Bamberger Knabeninternate). Die Anfang der 1960er Jahre vorhandene Kegelbahn wurde ca. 1963, vor allem durch eine Initiative des damaligen Präfekten Otto Rauh, in eine Art Klein-Gastwirtschaft, das „Radstübl“ umgewandelt, das an den Wochenenden für einige Stunden geöffnet war. In der Faschingszeit wurde jeweils ein Theaterstück aufgeführt. Dazu waren in unterschiedlichen Aufführungen im Festsaal Eltern, Lehrer und Interessierte aus der Stadt eingeladen. Am letzten Schulwochenende wurde jeweils ein Sommerfest gefeiert. Von Anfang der 1960er und bis in die 1980er Jahre fuhren alljährlich am Beginn der Sommerferien interessierte Ottonianer zu Zeltlagern.

### Musiklehrer im Haus
- Arthur Bernhard (Leiter der Blaskapelle, † 1976)
- Hans Kraus (Kommissarischer Blechmeister)
- Johann Maser (Leiter der Blaskapelle, 1978–1999)
- Anton Maser (Posaune, Tenorhorn, Tuba, Leiter des Quartetts)
- Josef Zgonine (Klavier, Orgel)
- Gunda Zgonine (Klavier)
- Günther Rosenberger (Leiter des Seminarchores bis 1995)
- Johannes Klehr (Leiter des Seminarchores bis 1999)

## Einzugsbereich

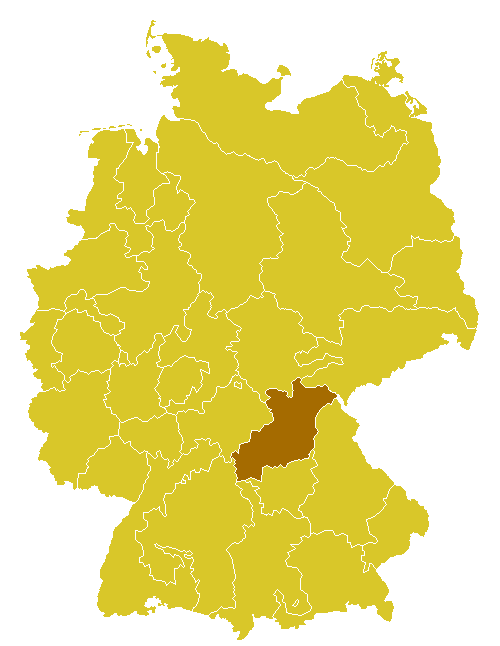
Erzbistum Bamberg

Die Schüler kamen aus dem Erzbistum Bamberg, vorzugsweise aus dem Raum Forchheim, dem Steigerwald, der Fränkischen Schweiz und dem Frankenwald. Mit der Errichtung von Gymnasien in Forchheim, Kronach und Ebermannstadt fiel ab den 1980er Jahren ein großer Teil des Einzugsbereichs weg. Schüler aus dem Großraum Nürnberg besuchten ohnehin das oben genannte Seminar St. Paul. Lange Zeit wurden auch keine Schüler aus der Stadt Bamberg selbst aufgenommen.

## Personal
Der Direktorentitel im Erzbischöflichen Knabenseminar war nicht selten eine Durchgangsstation für höhere Ämter im Erzbistum Bamberg. So wurden mehrere Direktoren bzw. Präfekten später zu Weihbischöfen oder Erzbischöfen. Etliche andere wurden Mitglieder des Bamberger Domkapitels.

### Inspektoren und Direktoren
- 1882–1888 Heinrich Reuter (später Professor in Freising)
- 1888–1893 Georg Frauenhofer (später Professor am Neuen Gymnasium in Bamberg)
- 1894–1909 Johann Heidenreich (später Domkapitular)
- 1909–1911 Karl Wolkenau (später Dompropst)
- 1911–1924 Joseph Otto Kolb (später Erzbischof)
- 1924–1931 Johann Eckert (als amtierender Direktor verstorben)
- 1931–1936 Johann Schmitt (später Domkapitular)
- 1936–1946 Johannes Lenhardt (später Weihbischof)
- 1946–1964 Rudolf Nickles (später Regens des Priesterseminars)
- 1964–1978 Josef Richter (später Domkapitular und Dompfarrer)
- 1978–1991 Otto Münkemer (später Domkapitular)
- 1991–1999 Hans Kern (später Domkapitular)

### Hauptamtliche Präfekten
Hauptamtliche Präfekten gab es erst ab dem Jahr 1928. Vorher hatten Alumnen des Priesterseminars diese Tätigkeit nebenher übernommen. Alumnen waren aber weiter als nebenamtliche Präfekten tätig.
- Edmund Friedrich (1928–1932)
- Max Matthäus Barnickel (1928–1932)
- Konrad Hankl (1932–1937)
- Michael Arneth (1932–1936)
- Josef Kraus (1936–1938)
- Rudolf Nickles (1937–1946; später Regens des Priesterseminars)
- Martin Wiesend (1938–1944; später Weihbischof)
- Johann Kriebel (1940–1941; später Geistlicher Rat)
- Matthäus Schmittlein (1945–1964)
- Michael Eizenhöfer (1950–1963; später Dekan)
- Otto Rauh (1963–1967; später Direktor des Aufseesianums)
- Werner Radspieler (1964–1969; später Weihbischof)
- Herbert Hauf (1968–1971; später Domkapitular)
- Martin Schenk (1969–1970; später Direktor des Aufseesianums)
- Markus Brendel (1970–1972; später Dekan)
- Valentin Doering (1971–1973; später Domkapitular)
- Theo Volz (1971–1975)
- Edgar Hagel (1973–1976; später Direktor des Gymnasiums der Englischen Fräulein in Bamberg)
- Sr. M. Dietgard Weißenberger (1975–1988)
- Otto Münkemer (1976–1978; später Domkapitular)
- Konrad Göller (1978- später Leiter des Theologischen Mentorats)
- Peter Grau (später Referent für Caritas und Pastorales beim Diözesan-Caritasverband)
- Felix Thiel (1985)
- Georg Nüßlein (1986–1999; später Tagesschulleiter am Englischen Institut)
- Hans Kern (1988–1991; später Domkapitular)
- Manfred Herl (-1994; später Pastoralreferent in Scheßlitz, Diözesanstelle Familie, jetzt Pfarreienverbund Breitengüßbach-Kemmern)
- Frieda Metzler (geb. Feihl) (1991–1993; später Erzieherin in der Kindertagesstätte bei den Hör- und Sprachgeschädigten am Stephansberg)
- Wolfgang Bezold (1992–1998)
- Norbert Oppel (1993–1999; später Pastoralreferent in der Pfarrei Gundelsheim)

### Nebenamtliche Präfekten (Alumnen)
Alumnen des Priesterseminars waren als nebenamtliche Präfekten tätig.
- Alfred Welker aus Stiebarlimbach (Spitzname „Brandt“; bis etwa 1963); war bis März 2011 als Jesuitenpater in Kolumbien (Pater Alfred Welker„/Don Alfredo“)
- Hans-Jörg Elsner („Stift“) bis zu seiner Primiz (1964/65 (?); jetzt im Domkapitel)
- Laus (Lauß) („Bonzo“) ab 1963
- Theo Volz
- Edgar Hagel (später Seminarlehrer am Franz-Ludwig-Gymnasium; zuletzt Direktor der Englischen Fräulein)
- Konrad Göller
- Raimund Reinwald (jetzt Pfarrer in Erlangen)
- Peter Brandl
- Bernhard Friedmann
- Günther Seel
- Kilian Popp
- Michael Mauerer
- Hans Josef Pöhlmann
- Ulrich Anneser
- Uwe Altenbach
- Thomas Teuchgräber
- Markus Wolf
- Thomas Reich
- Christian Düchting
- Reinald Bogensperger

Später waren ehemalige Schüler des Internats nebenamtliche Präfekten:
- Andreas Birkel
- Siegfried Grasser
- Klaus Lang
- Matthias Sommer
- Bernd Schick (seit Herbst 2019 Rektor der Herzog-Otto-Mittelschule Lichtenfels)
- Franz Kraft

## Bekannte Schüler
- Joseph Otto Kolb (1881–1955), von 1943 bis 1955 Erzbischof von Bamberg
- Josef Müller (1898–1979), Politiker. „Ochsensepp“, Mitbegründer der CSU
- Georg Denzler (* 1930), Professor für Kirchengeschichte
- Alois Albrecht (1936–2022), Generalvikar und Liederdichter
- Anton Kenntemich (1944–1996), ehemaliger Leiter der Abteilung Kirchenfunk des Bayerischen Rundfunks[3]
- Werner Zillig (* 1949), Schriftsteller und Sprachwissenschaftler
- Josef Motschmann (1952–2016), Theologe, Pädagoge, Mundartlyriker, Heimatforscher, Hobbyhistoriker, Hobbyschauspieler, Vortragsredner und Autor
- Georg Kestel (* 1955), Generalvikar des Erzbistums Bamberg
- Edgar Endres (* 1962), Sportkommentator beim Bayerischen Rundfunk[4]
- Rüdiger Feulner (* 1969), Theologe, Professor für Dogmatik und Diplomat des Vatikans
- Stefan Schorn (* 1971), Altphilologe, Professor für Alte Geschichte an der Katholieke Universiteit Leuven

## Missbrauchsfälle
Im Juli des Jahres 2008 wurden von der Staatsanwaltschaft Bamberg Ermittlungen gegen den ehemaligen Leiter des Ottonianums, Otto Münkemer, wegen des sexuellen Missbrauchs von Schutzbefohlenen aufgenommen. Trotz der Schwere der ihm zur Last gelegten Missbrauchsfälle konnten diese Taten wegen der Verjährung nicht mehr strafrechtlich verfolgt werden und das Verfahren wurde im Januar 2009 durch die Staatsanwaltschaft Bamberg eingestellt. In diesem Zusammenhang sind ebenfalls Vorwürfe laut geworden, dass ehemalige Missbrauchsopfer vom Bistum Bamberg durch Geldzahlungen zum Schweigen gebracht worden seien. Das Erzbistum Bamberg veranlasste trotz der Verjährung die Klärung des Falles durch ein kirchliches Gericht. Im Frühjahr 2012 wurde Otto Münkemer, zu diesem Zeitpunkt Bamberger Domkapitular, durch das Kirchengericht des Erzbistums München-Freising wegen sexuellen Missbrauchs dauerhaft in den Ruhestand versetzt. Zudem wurde ihm in Zukunft jede seelsorgerische Tätigkeit untersagt. Das Gericht des Erzbistums München beschloss außerdem, dass der Geistliche den Titel Domkapitular ab sofort nicht mehr führen darf. Der Geistliche soll nach Ansicht des Kirchengerichts während seiner Zeit in dem Bamberger Kircheninternat Schüler sexuell missbraucht haben. Das kirchliche Gericht sprach von sechs minderschweren Fällen.

## Abbildungen

Fußballmannschaft vor einem Pokalspiel (1965)
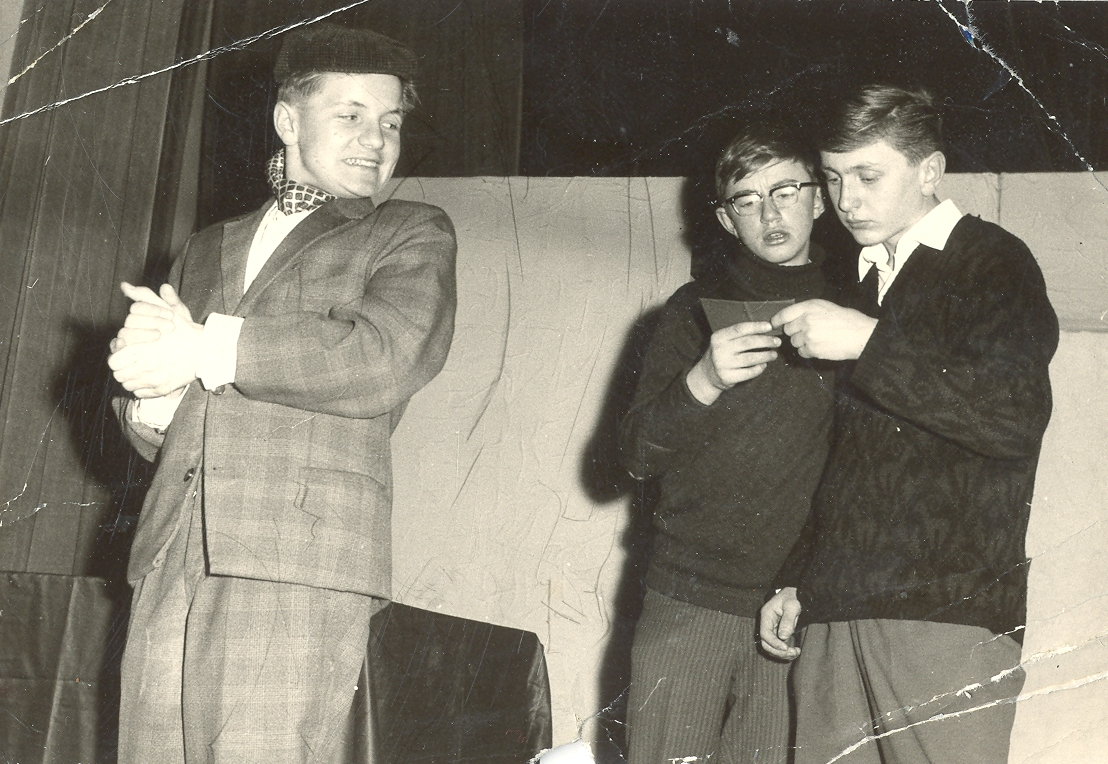
Theateraufführung (1965)
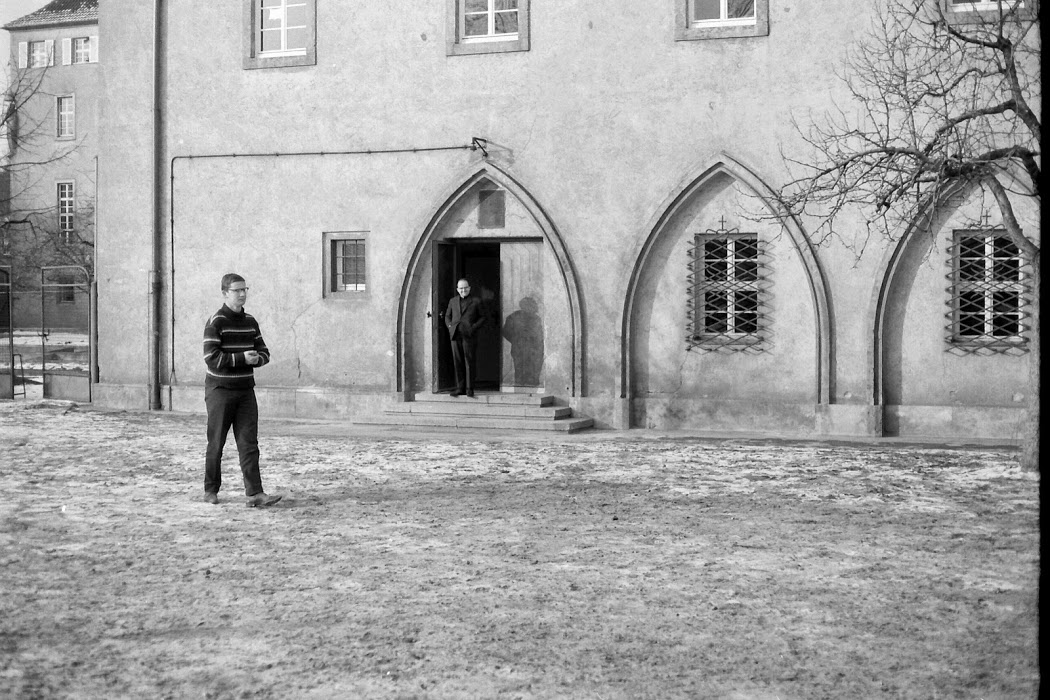
Präfekt Rauh in der Tür zum Hof (1965)
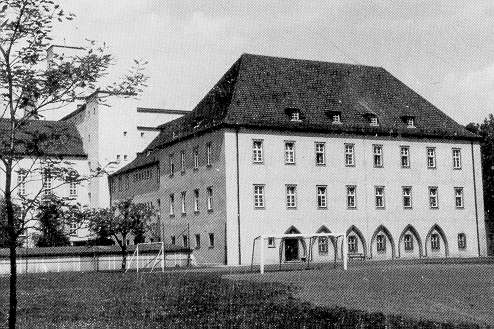
Bild aus den 1960er Jahren
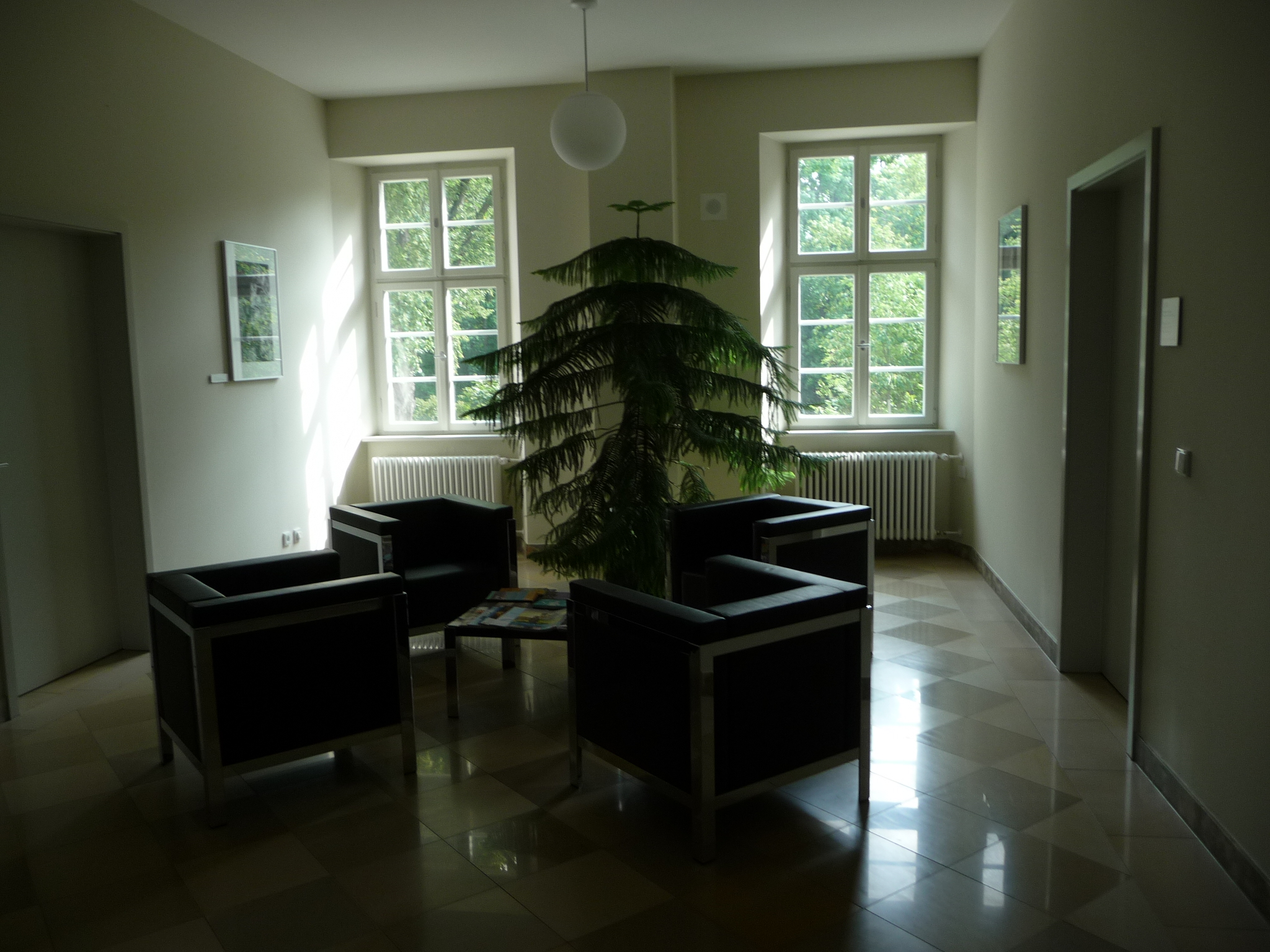
Umgebaute Innenräume
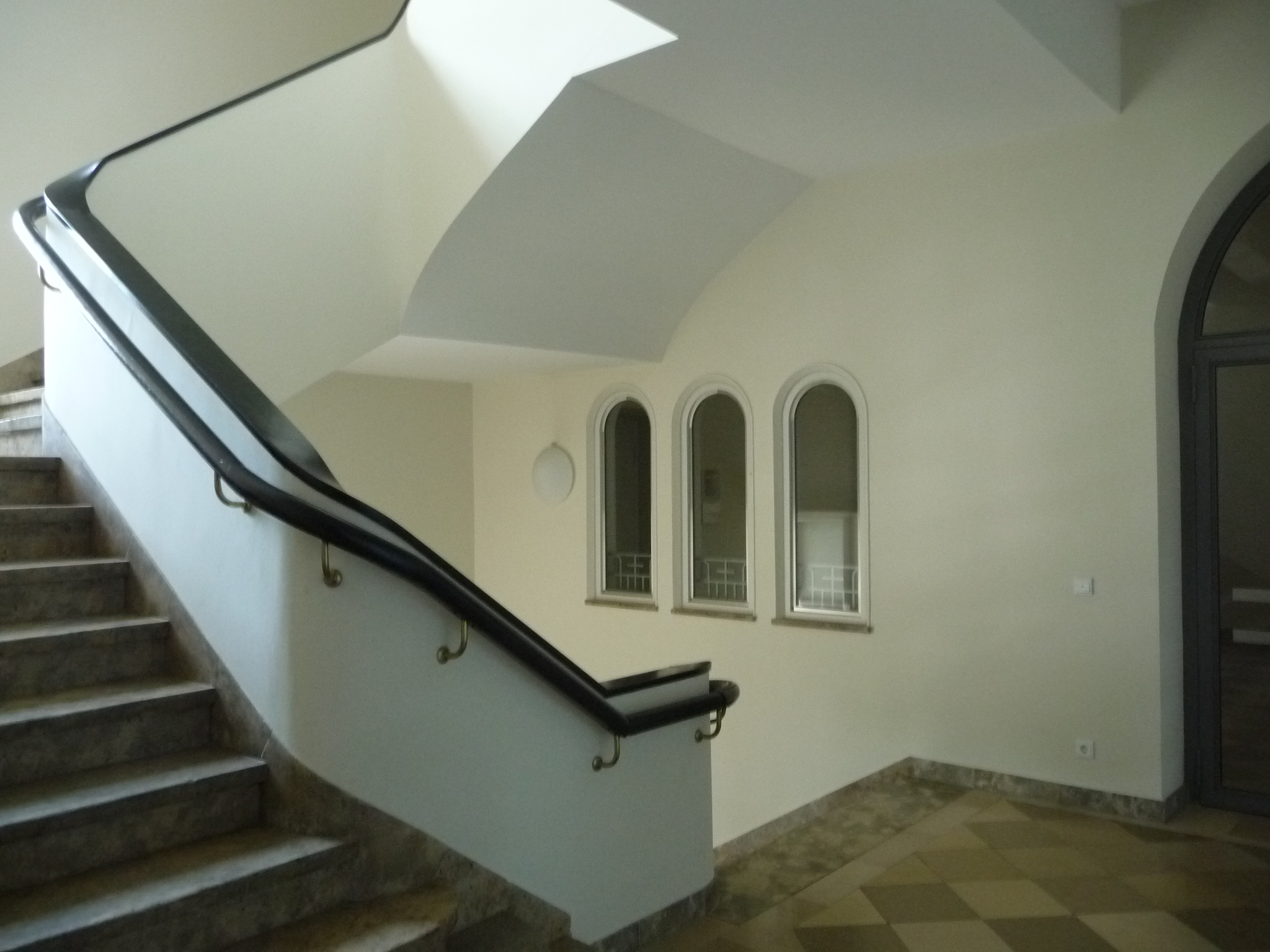
Treppenhaus
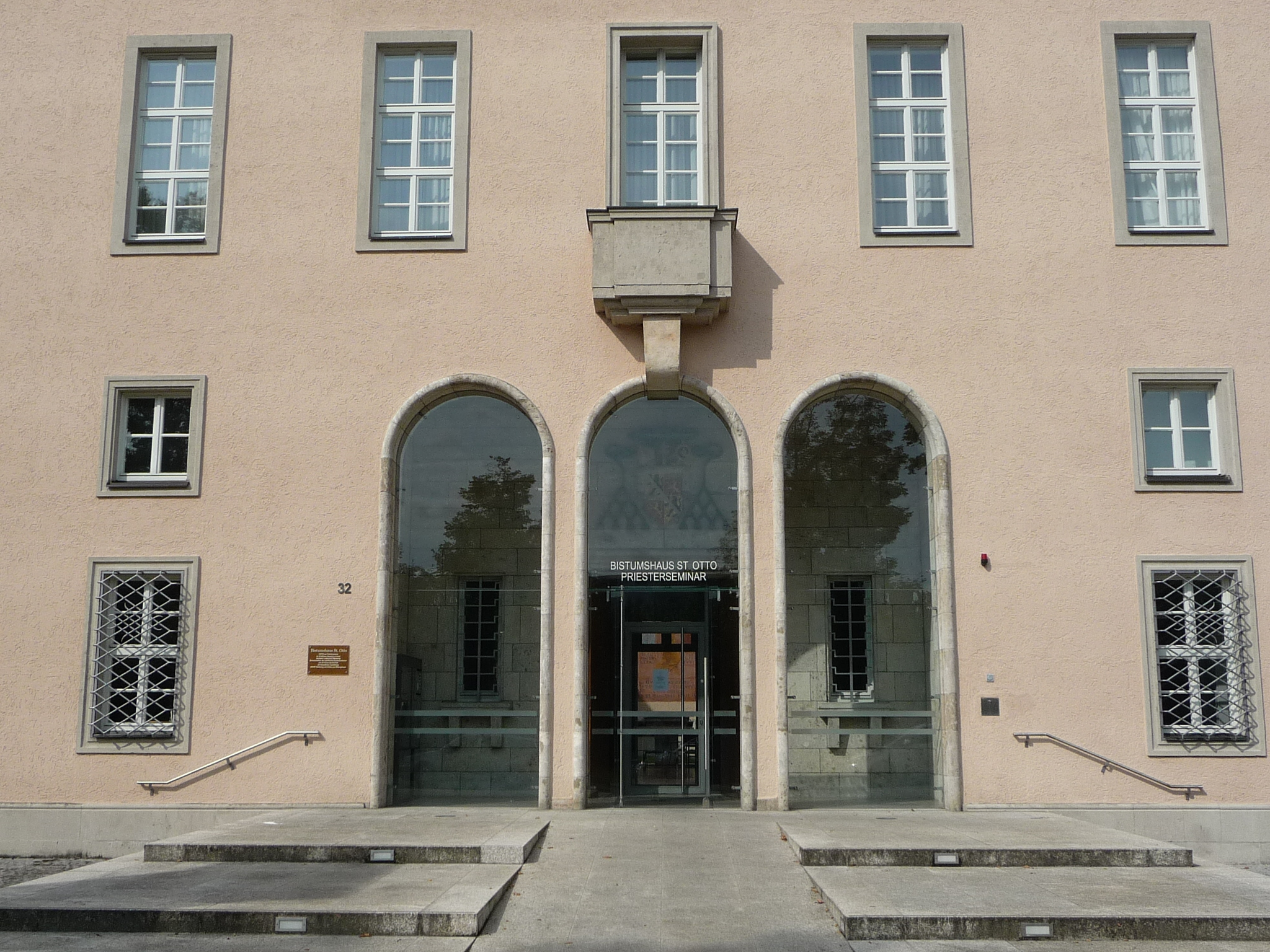
Umgebauter Haupteingang
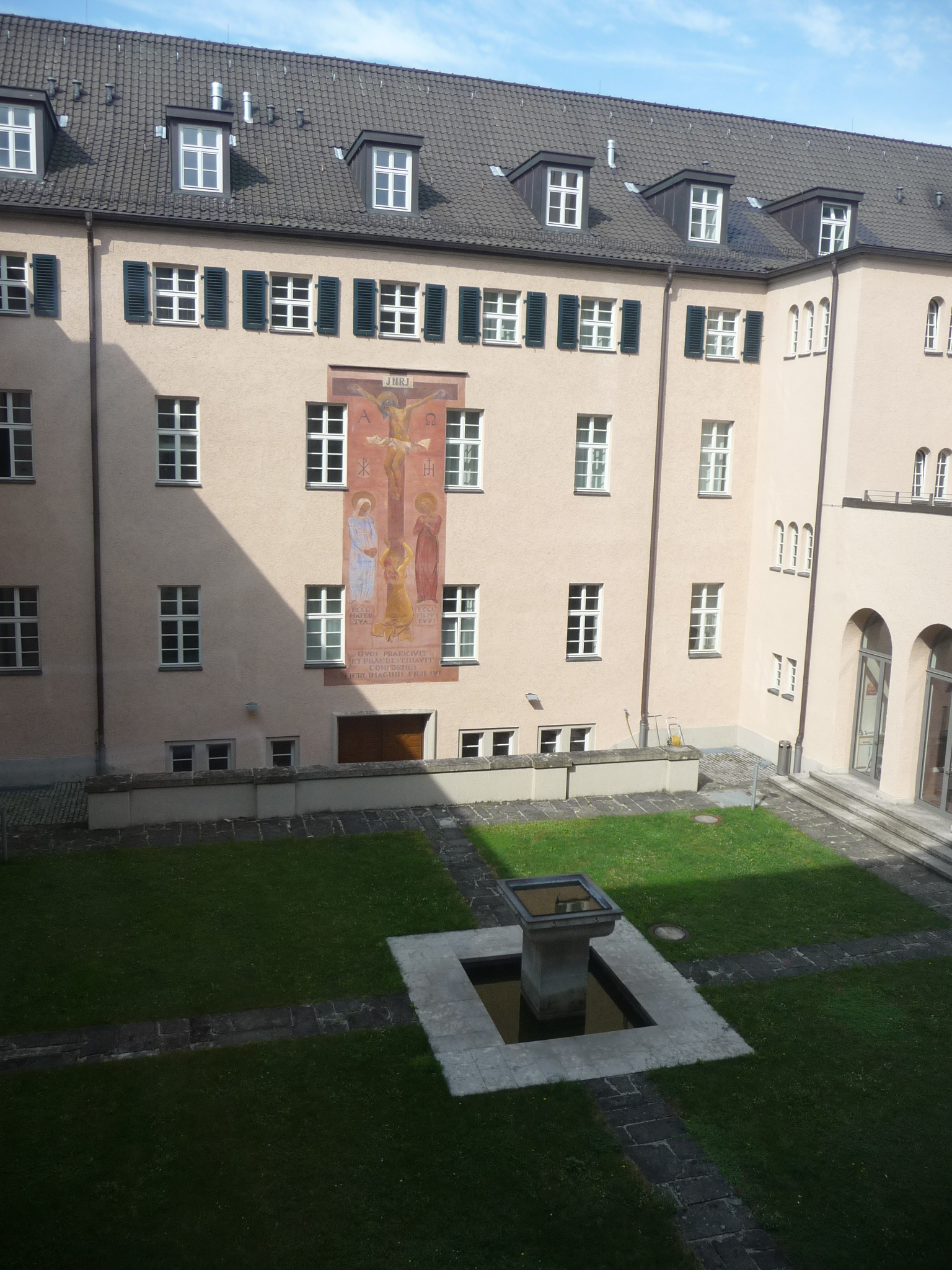
Blick ins Atrium
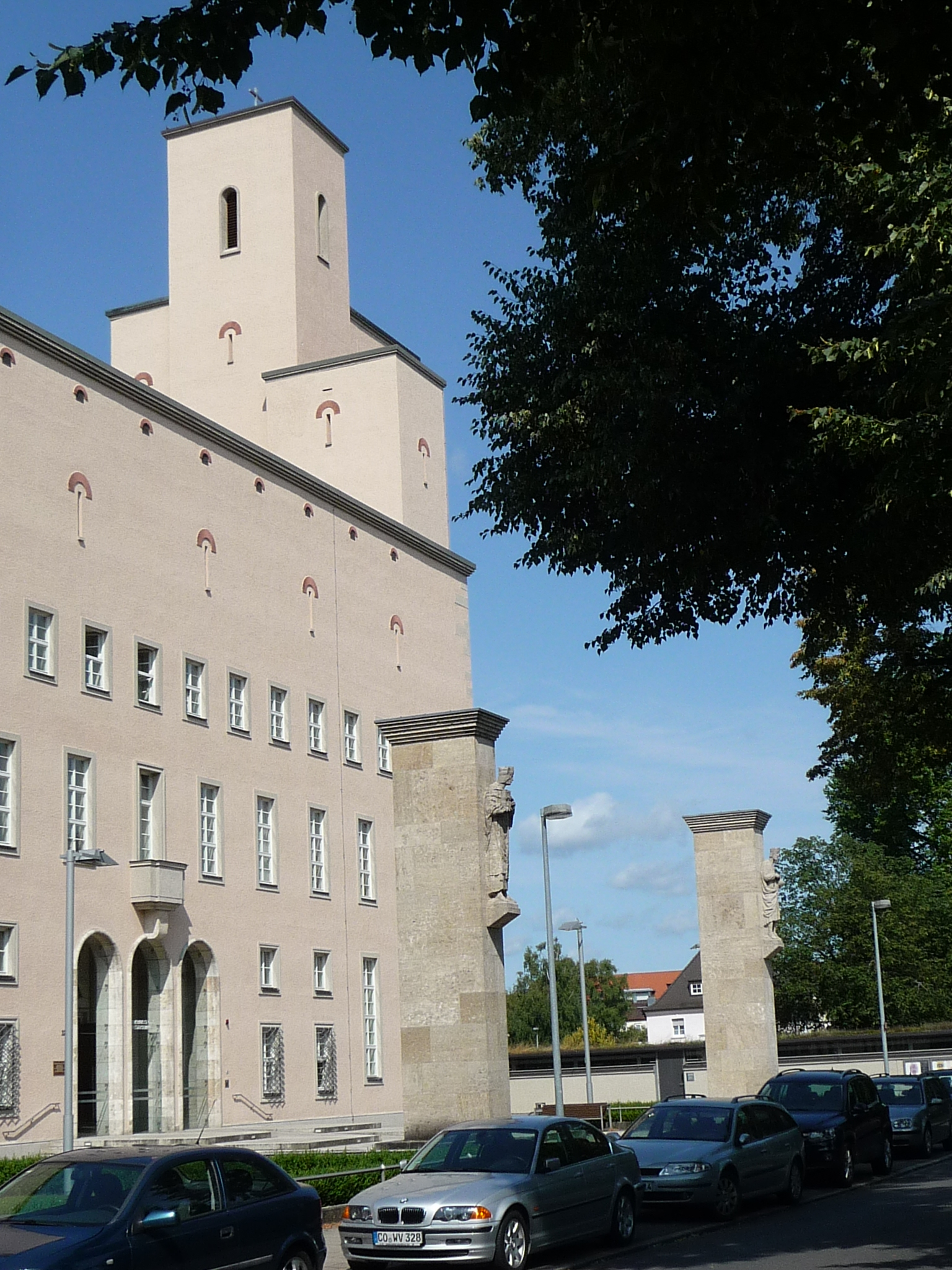
Stifterfiguren und Turm